# 陳希愈
陳希愈（ちん きゆ、チェン シー ユー、Chen Xiyu、1911年7月 - 2000年7月）は、中華人民共和国の政府当局者、元中国人民銀行行長・秘書・中国人民政治協商会議の第5回常務委員会委員である。

## 略歴
- 1911年 - 清国山西省の霍州市で生まれる
- 1936年 - 中国共産党に入党、その後中日戦争で参加する
- 1973年 - 中国人民銀行行長・秘書に就任、同年に財政部の次官を務めた（1978年まで）
- 1983年 - 中国人民政治協商会議の第5回常務委員会委員に選出された
- 2000年 - 89歳で死去した